# Хукалівка
Ху́калівка (Хукалівщина, Хукалівський) — село в Україні, в Прилуцькому районі Чернігівської області. Розташоване на р. Глинній (лівій притоці р. Лисогору), за 13 км від центру громади. Населення становить 138 осіб. Входить до складу Срібнянської селищної громади.

## Історія
Вперше згадується 1781. Входила до Першоварвинської сотні Прилуцького полку, до Глинського повіту (1782-96), до Прилуцького повіту (1797-1923), до Срібнянського району Прилуцького округу (1923–1930).
Хутір Хукалівщина засновано у 2-й пол. 18 ст. 1781 належав дружині титул. ради. Б. О. Брежинського. 1797 звався х. Хукалівський, наліч. 63 душі чол. статі податкового населення. 
1859 - знову звався х. Хукалівщина - 40 дворів, 246 ж., 1 завод. 1886 - 56 дворів селян-власників, 2 двори міщан та ін., 59 хат, 364 ж., приписаних до парафії Введенської церкви с. Брагинців. Хутір входив до Іванківської вол. 2-го стану.
1910 в х. Хукалівщина - 67 госп. селян, 400 ж., у т.ч. 1 тесляр, 3 кравці, 1 столяр, 3 ткачі, 6 поденників, 43 займалися ін. неземлеробськими заняттями, все ін. доросл е населення займалося землеробством. 411 дес. придатної землі. 
У 1911 році на хуторі Хукалівщина Іванківської волості Прилуцького повіту Полтавської губернії була церковно-приходськая школа та жило 417 осіб (205 чоловічої та 212 жіночої статі)
У 1923-30 рр. хутір підпорядкований Савинській сільраді. 1925 - 98 дворів, 469 ж.; 1930 - 104 двори, 486 ж.; 1996 -  67 дворів, 151 ж.
До 2017 року орган місцевого самоврядування — Савинська сільська рада.